# Jens Galschiøt
Jens Galschiøt (født 4. juni 1954 i Frederikssund) er uddannet som plade- og konstruktionssmed på Odense Staalskibsværft i 1973. Selvlært sølvsmed og skulptør med eget værksted i Odense siden 1985. Galschiøts atelier indeholder, bronzestøberi, udstillingshal, værksted og en skulpturpark.
Jens Galschiøt er en meget sammensat kunstner, som bevæger sig i krydsfeltet mellem installationskunst og Street Art med klare referencer til "social sculpture" (Joseph Beuys), Symbolisme og Art Nouveau. Jens Galschiøt arbejder primært med at bekæmpe verdens uretfærdigheder ved at opsætte skulpturer i større byer verden over. Skulpturerne er for det meste skabt i bronze for egne midler. 
Jens Galschøit og AIDOH blev verdenskendt for aktioner ved større begivenheder. I forbindelse med klimatopmødet i København i december 2009, har Galschiøt opsat en skulptur, Survival of the Fattest, ved siden af Den Lille Havfrue.
Galschiøt har lavet skulpturinstallationer mange steder. Bl.a. opstilling af 22 tonstunge ”Min Indre Svinehund” (1993) og skulpturer i Europa (ulovlig street art). Skamstøtten i Hongkong, Mexico og Brasilien. Hungermarchen (2002), I Guds Navn (2006), The Color Orange (2008). Fundamentalism 2011/12.
I 2018 lavet Jens Galschiøt 5 stk. bronze skulptur af Nelson Mandela som fik navnet "Spirit of Mandela" skulpturen er 59 cm høj. 
2 er i privat eje i Danmark, 1 ejer Nelson Mandelas ældste datter Zenani Mandela, 1 er til Barack Obama og 1 skal på auktion i 2022.
Navnet Galschiøt stammer formentlig fra jysk uradel Galskyt (1325-1601). Der er stort sammenfald imellem deres våbenskjold, som i øvrigt kan ses på Jens Galschiøts værksted.

## Værker

### Større projekter/skulpturgrupper
- Cocoon :(1992) skulptur 4 m høj, 12 m i diameter af 22 skjolde i rustfrit stål med bronzeansigter, der bryder igennem stålet. Udstillet første gang på den internationale kunsthal på verdensudstillingen expo92 i Sevilla i Spanien.[3]

- Min Indre Svinehund (1993): Betonskulptur 2,30 m høj. 22 skulpturer blev opstillet offentligt og ulovligt i europæiske byer i løbet af to dage som en Street art aktion, der skulle sætte fokus på tiltagende forråelse i Europa.[4]
- The Little Prince (1995)
- Elysium ,The Occult Temple (1995): En 500 m2 total installation der blev brugt til at opføre teater/musik og danseforestillingen Elysium i.[5]

- Den Stille Død (1995): Street art happening med ophængning af 750 dukke'lig' og uddeling af 13.000.000 "pengesedler" under Det sociale topmøde (FN) i København 1995.[6][7]

- Skamstøtten(1996 til 201?): En 8 m høj skulptur opstillet for at markere en forbrydelse. Skulpturen er en obelisk af menneskekroppe opstillet i Hongkong, Mexico og Brasilien. Skulpturen i Hongkong blev fjernet i 2021 af University of Hong Kong.

- Unge i glas: Unge i glas: (1997) 3,5 m høj 15 m i diameter. En kunstinstallation på Rådhuspladsen i København med seks vandfyldte glasbeholdere (en slags laboratoriekolber) med seks unge menneskers lig (i silikone). Installationen tog temperaturen på ungdommens psykiske tilstand i København.[8][9]

- Jorden er giftig: (1997) 20.000 m2 kunst installation med 2500 hvide kors, opstillet i Odense som et tidsbillede; 500 gymnasieelever skrev deres mening om, hvad de selv ville gøre for at imødegå miljøproblemerne.[10][11]

- Budbringeren: (2000): 5 m høj kobberskulptur af en kvindelig budbringer iført kappe, med computerstyrede lystavler i baggrunden. Hovedskulptur under Jubilee 2000 kampagnen i Danmark, var med i verdensbank-demonstrationerne i Prag og stod foran hovedindgangen til miljøtopmødet i København,(cop15).[12][13]

- Hænder af Sten: (2000), 2000 m2 kunst-installation med 3.000 unikke børnehænder i beton. Samarbejde med Amnesty om børnesoldater.[14][15]

- Den Tiende Plage: (2001) Kunstperformans med tusindvis af ægte dollarsedler opklæbet på 10 lærreder på 2 x 1 m bemalet med menneskeblod. Protest sammen med ”læger uden grænser” mod medicinalindustriens retssag mod Sydafrikas brug af kopimedicin.[16][17]

- Den Yderste Stilhed: (2001) 12 x 6 m i kobber/træ. Performans/scenografi til et teaterstykke af Brutalia teatret og Jonathan Paul Cook omkring Ted Kazcynski.( the Una bomber). Den fungerer nu som scene på Galschiøts værksted.[18][19]

- Frihed til forurening: (2002). En seks m høj rygende frihedsgudinde; installationen skabte dialog om den vestlige verdens frihedsbegreb. Brugt ved miljømanifestationer i Danmark, Luxembourg, Rostock, Sverige m.m.[20][21]

- Survival of the Fattest (2002): Survival of the Fattest. 3 m høj kobberskulptur af en enorm Justitia, der sidder på ryggen af en mand.

- Hungermarchen (2002): 170 cm høj kobbberskulpturinstallation af 27 udhungrede drenge. Skulpturerne har været med i manifestationer og udstillinger mange steder i verden

- Mareridtet: (2002) 20 x 20 m performans/kunstinstallation med hundreder af skulpturer, bl.a. fenrisulve der udspyede otte meter store ildkugler (inspireret af Hitlers arkitekt Albert Speer og Martin Luther Kings tale ” I have a dream”) . Opført på Roskilde festivalen 2005 og rundt om i Danmark.[22][23]

- Fortællerbrønden(2005): stor H.C.Andersen skulptur på Rådhuspladsen i Odense til 2011. Skulpturen blev druknet i Odense havn i 2011 under en protestmarch mod Odense kommune.[24][25]

- Kogalskab: (2005). 12 m høj kunstinstallationsvægt med en udstoppet ko i den ene vægtskål og fem hungerdrenge i den anden, udstillet på Rådhuspladsen i København og på WTO-mødet i Hongkong.[26][27]

- Guldkalven: (2005). Otte m høj kobberskulptur af en guldkalv, belagt med bladguld. Udstillet i Gent i Belgien og nu permanent på Fredericia Rådhusplads.[28][29]

- Børneliv anno 2005, Den lille Pige med Svovlstikkerne: (2005) 10 skulpturer af en ca. niårig pige siddende med sine svovlstikker og en mobiltelefon.[30][31]

- I Guds navn (2006): Skulpturinstallation af kobber af en række skulpturkonstruktioner af en gravid korsfæstet teenage-pige.

- The Color Orange (2008): Et kunstprojekt med den orange farve brugt som signalfarve for menneskerettighedskrænkelser under OL 2008 i Kina.

- Seven Meters: (2009) en lang række kunstinstallationer i forbindelse med Cop15 miljø topmødet i København. Bl.a. en 24 km lyskæde af blinkene røde lygter i syv meters højde igennem hele København og rundt om Bellacenteret. Projektet blev støttet af udenrigsministeriet.[32][33]

- Ending Homelessness: (2010 – 2013) 13 kobberskulpturer af hjemløse i legemstørrelse på turne i England, Irland, Italien, Portugal, Belgien, Ungarn, Rumænien, Norge og Danmark bl.a. opstillet i Europaparlamentet. I samarbejde med projekt udenfor og Fiantsa.[34][35]

- Flygtninge skibet M/S ANTON: (2010 til 2013). En flydende installation med 70 kobber flygtningeskulpturer på den gamle danske fiskekutter M/S ANTON. Den har været på turne til mange kystbyer i Danmark og skal i 2013 på turne i Skandinavien. Samarbejde med ”levende hav”. Projektet blev støttet af Danida.[36][37]

- Balanceakt: 2005-2015: Op til tre m høje kobberskulpturer der balancerer på seks til 15 m høje stænger. Symbol for FN's 10 år ”for uddannelse for bæredygtig udvikling” (UBU). De har været udstillet i Kenya, Indien, Norge, Sverige, Finland og Danmark. Fire af de største er opstillet på slotspladsen foran Folketinget fra 2009 til 2012.[38][39]

- Fundamentalism(2011/12): Kobber; 4 m høj, diameter på 9 m. Skulpturinstallationen består af religiøse bøger, der danner ordret” FUNDAMENTALISM”
- 550+1 (2015): Kobber, består af 551 mini skulpturer af mænd og en kvinde. Omhandler prostitution og menneskehandel[40].
- Unbearable (2015): En kobber isbjørn i fuld størrelse, der bliver spiddet af en graf over menneskets CO2-udledning. Udstillet på COP21 i Paris[41][42][43].

### Bestillingsværker
- The Boy Sofus.
- Pregnant
- Absorption
- Somalia Sculpture
- Shield [44]
- The Ringwearer’s Jacket.[45]

### Værker til priser
- The Showbiz of 1993
- Wing
- Hans Christian Andersen Prize
- The Fernando Prize
- The Solar Catcher
- Kravlingprisen

## Galleri
Galschiøts galleri og værksted ligger i det nordlige Odense. Der er en udstillingshal med skulpturer og diverse malerier af kunstnere, som er tilknyttet til værkstedet. I galleriet er der plads til 300 mennesker, galleriet bliver også brugt til koncerter, foredrag og konferencer. Ud over galleriet er der en lille butik med små skulpturer og smykker støbt i værkstedet, en tv-produktionsselskab, en kunstskole, et pileflet værksted og en skulpturpark. Indgangen er gratis.
I 1960'erne blev bygningerne bygget til Næsby Car Body Factory og tjente i mange år som en af de største garager på Fyn, men i forbindelse med den økonomiske krise i slutningen af 1990'erne lukkede fabrikken, og bygningerne stod tomme i fem år. I 1994 købte Galschiøt fabrikken sammen med flere af de omkringliggende bygninger og tilstødende arealer, således at området nu er omkring 10.000 kvadratmeter stort. 

## Film
Der er en del dokumentarfilm om Galschiøts kunsteventer, samt portrætter om hans kunst. De kan ses:
- Youtube Galschiøt / afspilningsliste : ca 168 film [47]
- Google søgning video  : 990 film / små klip fra internettet,[48]
- OSRTV.dk : filmproducent Niller Madsen der har påtaget sig rollen som dokumentarist af Galschiøt happening og som står bag mange af de professionelle film om Galschiøt. ,[49]
- Aidoh.dk : 21 film kvalitet på dansk – engelsk og spansk.,[50]

## Bøger
- Jeg anklager (Forlaget AIDOH.dk , Isbn nr 87-990178-0-6 ). Forfatter og kunstkritiker Erik Meistrup skrev den i anledning af hans 50-års fødselsdag. Bogen er en kunsthistorisk analyse af Galschiøts kunst, men rummer også en gennemgang af kunstnerens værker, biografier og en masse foto. Den er udsolgt og kan hentes gratis som E-bog på nettet.[51]

- Galschiøt et portræt (2012). Et opdateret portræt af kunstneren på engelsk med en kort gennemgang af de sidste 30 års værker, oversigt over udstillinger m.v. Kan hentes som gratis E-bog.[52]

- Galschiøt, biografisk oversigt. En lille biografi med foto fra fødslen i Frederikssund 1954 til 2004. Kan hentes som E-bog.[53]

- Jorden er giftig, (Tornbjerg Gymnasium ISBN nr 87-7343-3330). En beskrivelse af en happening omkring forurening, som Galschiøt lavede sammen med 500 elever fra Tornbjerg gymnasium. Den bestod af 2500 hvide kors opstillet i en park i Odense med elevernes beskrivelse af, hvad de personligt ville gøre for at imødegå fremtidige miljøproblemer, det er de 2.500 udsagn der står i bogen. Kan hentes som gratis E-bog. .[54]